# Baía de Namibe
Baía de Namibe är en vik i Angola.   Den ligger i provinsen Namibe, i den västra delen av landet, 700 kilometer söder om huvudstaden Luanda.
Trakten runt Baía de Namibe är ofruktbar med lite eller ingen växtlighet. Runt Baía de Namibe är det mycket glesbefolkat, med 2 invånare per kvadratkilometer.